# Turquía en los Juegos Olímpicos de Estocolmo 1912
Turquía estuvo representada en los Juegos Olímpicos de Estocolmo 1912 por dos deportistas masculinos que compitieron en atletismo.
El equipo olímpico turco no obtuvo ninguna medalla en estos Juegos.